# Зоран Маневић
Зоран Маневић (Скопље, Краљевина Југославија, 1937 — 4. април 2019) српски је историчар архитектуре. Објавио је низ књига и студија у својој области, и члан је управног одбора часописа Архитектура и урбанизам као и председник Асоцијације српских архитеката.

## Биографија
Потиче из српске породице из Македоније која се преселила у Београд после Другог светског рата, јер није хтела да се македонизује у Титовом режиму. Маневић је основну школу, гимназију и Архитектонски факултет (1961) завршио у Београду.
Магистрирао је 1967. а докторирао 1980. на Филозофском факултету Универзитета у Београду, Одељење историје уметности (тема: Појава модерне архитектуре у Србији; ментор Војислав Кораћ, чланови комисије за одбрану – Дејан Медаковић и Лазар Трифуновић).
Од 1963. до 1970. био је запослен у Институту за архитектуру и урбанизам Србије (ИАУС), од 1970. до 1990. у Градском заводу за заштиту споменика културе Београда, био је 1990–1995. управник Института за историју уметности Филозофског факултета, затим поново у ИАУС 1995–2000.
Оснивач је Салона архитектуре (1974) као и Клуба архитеката (1997) који 2010. прераста у Асоцијацију српских архитеката.
Оснивач, власник и главни и одговорни уредник часописа Архитектура који од 1998. излази
најпре као месечник (око 100 бројева), а потом као двомесечник. Сарадник периодичних публикација: Архитектура и урбанизам (Београд), Зборник Матице српске за ликовне уметности (Нови Сад), Годишњак Музеја града Београда, Човјек и простор (Загреб), Синтеза (Љубљана), Уметност (Београд).